# Fet
Fet is een voormalige gemeente in de Noorse provincie Akershus. De gemeente telde 11.555 inwoners in januari 2017. Op 1 januari 2020 werden de gemeente en de provincie opgeheven en fuseerde Fet met Skedsmo en Sørum tot de gemeente Lillestrøm, die deel ging uitmaken van de provincie Viken.
Ås · Asker · Aurskog-Høland · Bærum · Eidsvoll · Enebakk · Frogn · Gjerdrum · Hurdal · Jevnaker · Lillestrøm · Lørenskog · Lunner · Nannestad · Nes · Nesodden · Nittedal · Nordre Follo · Rælingen · Ullensaker · Vestby

Voormalige gemeentes: Fet · Oppegård · Skedsmo · Ski · Sørum